# Casa Azul
A Casa Azul (em coreano:  청와대 Cheong Wa Dae) é um parque público que anteriormente serviu como residência presidencial e como salão de recepção diplomática da Coreia do Sul de 1948 a 2022, e está localizada em Seul. O nome em coreano se traduz literalmente como "pavilhão de azulejos azuis". A Casa Azul é na verdade um complexo de edifícios, construído em grande parte no estilo arquitetônico coreano tradicional com alguns elementos modernos.
Construído sobre o local do jardim real da Dinastia Joseon (1392–1897), a Casa Azul atualmente consiste no Edifício do Escritório Principal (본관; 本館), a Residência Presidencial, a Casa de Recepção de Estado (영빈관; 迎賓館), o Edifício de Imprensa Chunchugwan (춘추관; 春秋館), e Edifícios do Secretariado. O complexo abrange cerca de 250.000 metros quadrados ou 62 acres.
Os geomantes há muito consideram a área na qual está localizada a Casa Azul como uma localização favorável. Esta visão foi apoiada por uma inscrição em uma parede de pedra que diz: "O Lugar Mais Abençoado da Terra", encontrada atrás da residência oficial presidencial durante a construção de um novo edifício em 1990.
Em 1968, infiltradores norte-coreanos quase atingiram o edifício em uma tentativa de assassinar o presidente Park Chung-hee, durante o episódio conhecido como Assalto à Casa Azul. Na confusão que se seguiu, 28 norte-coreanos, 68 sul-coreanos e três norte-americanos foram mortos.

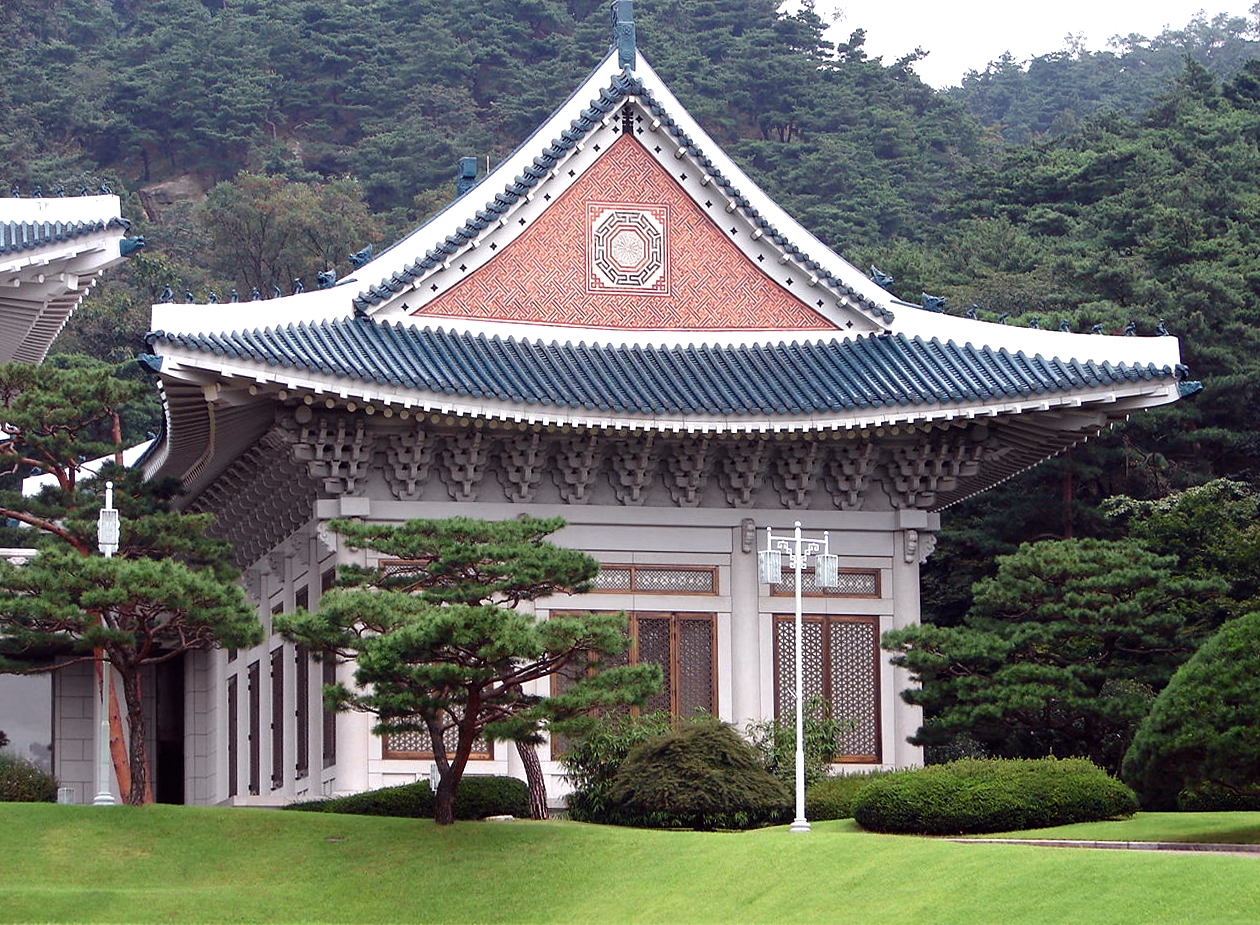
Um dos edifícios do Centro de Recepção de Cheongwadae
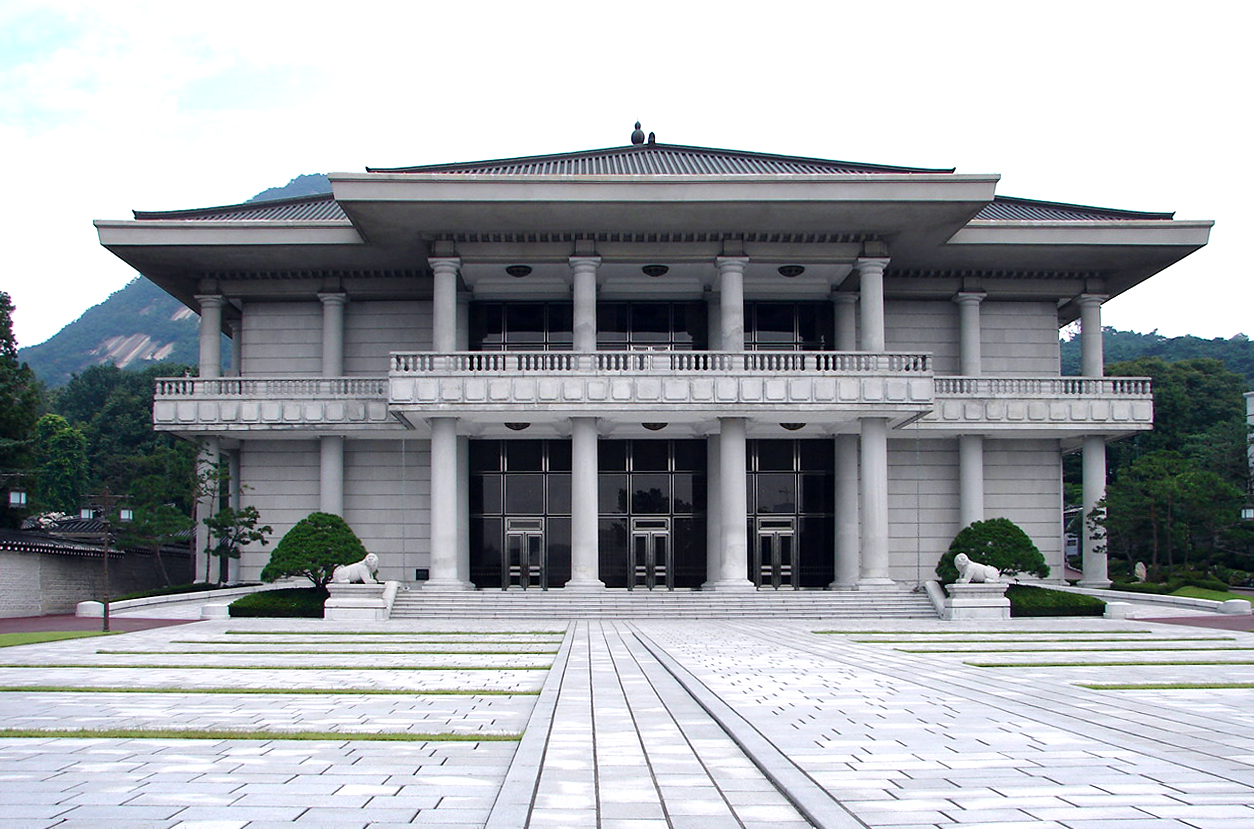
Outro edifício do Centro de Recepção
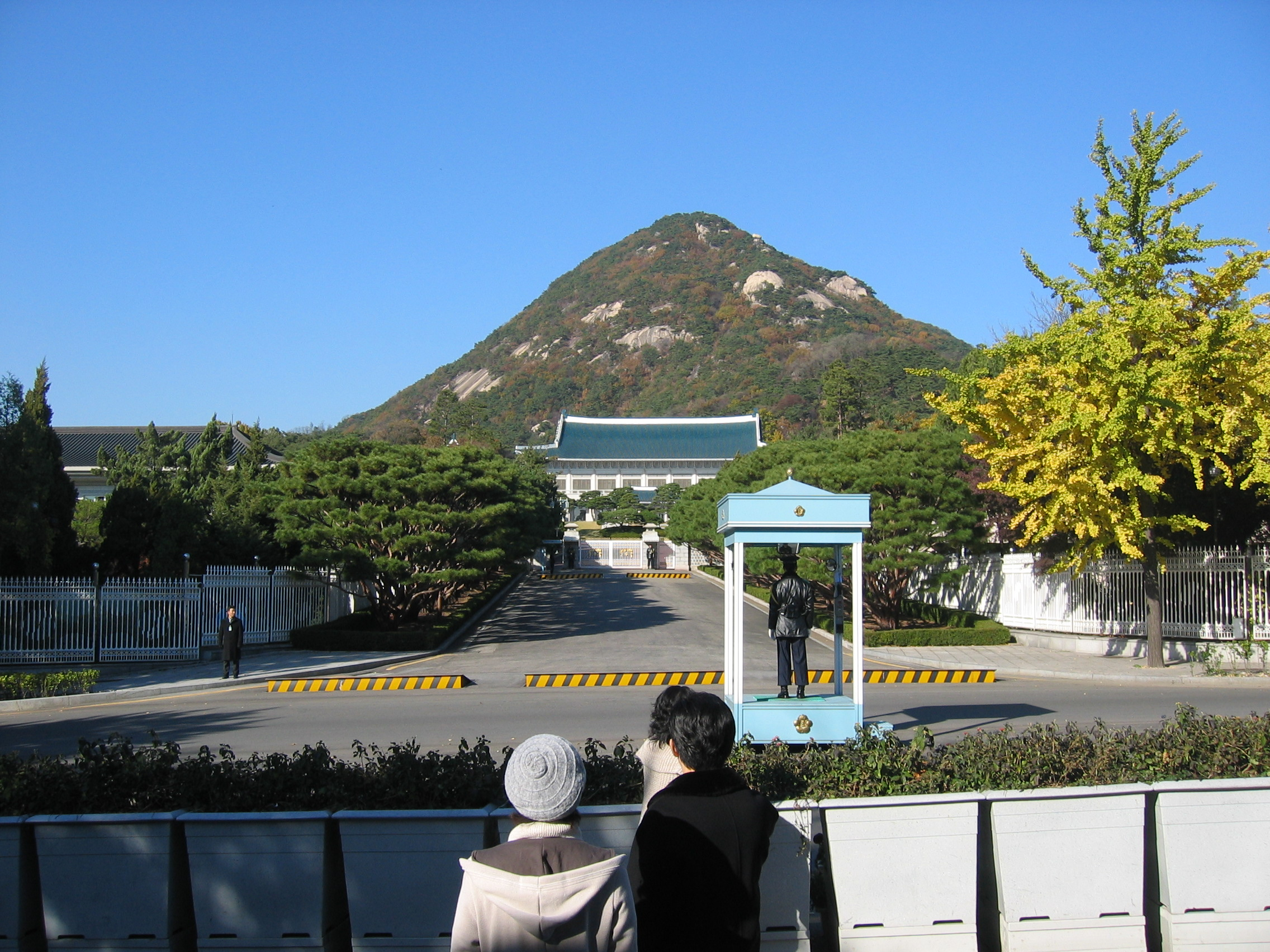
Próximo à entrada para os jardins da Casa Azul
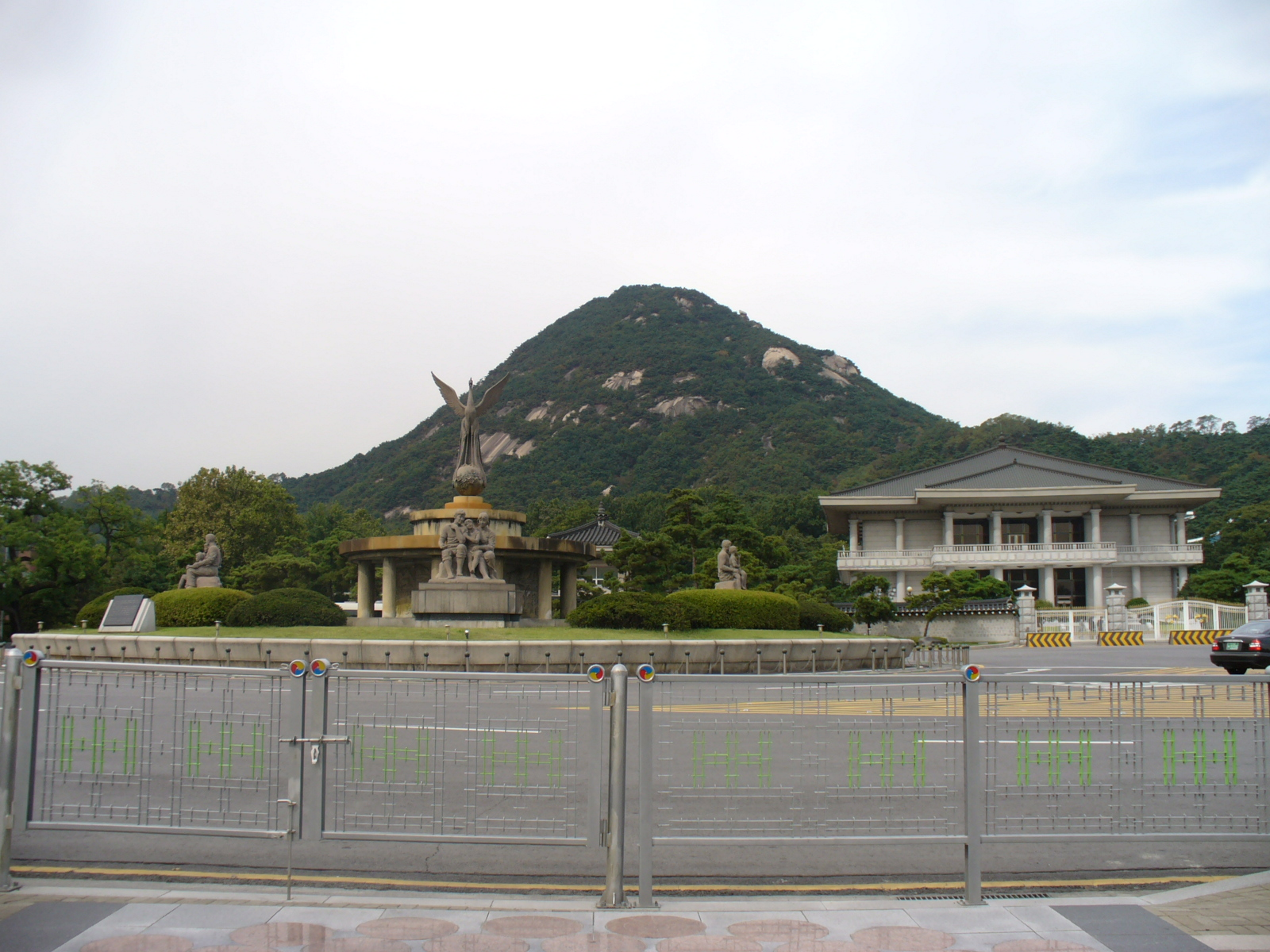
Monumento na estrada em frente da Casa Azul, edifício administrativo no fundo
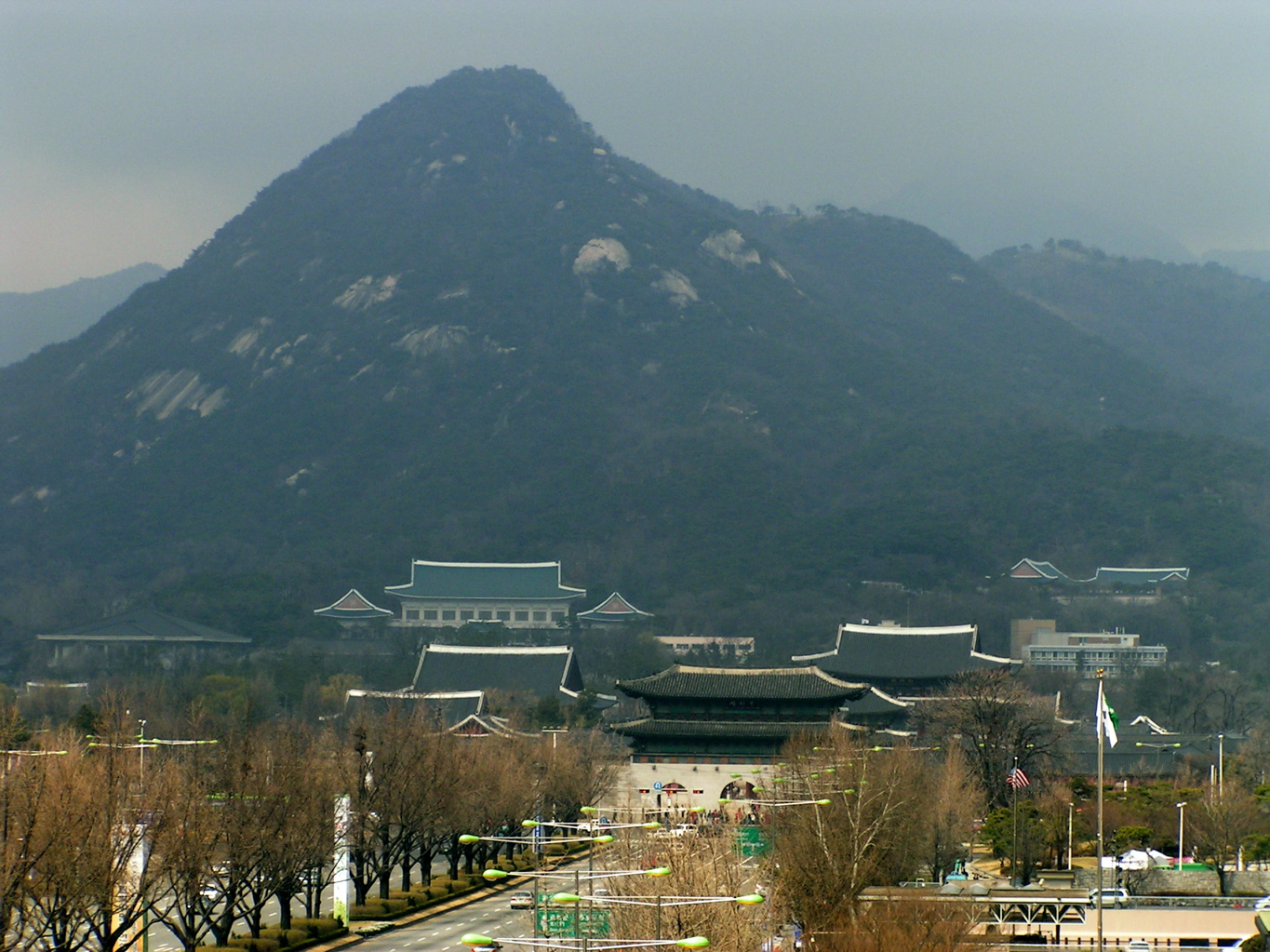
Vista sobre o Gyeongbokgung e a Casa Azul ao pé da montanha Bukhansan
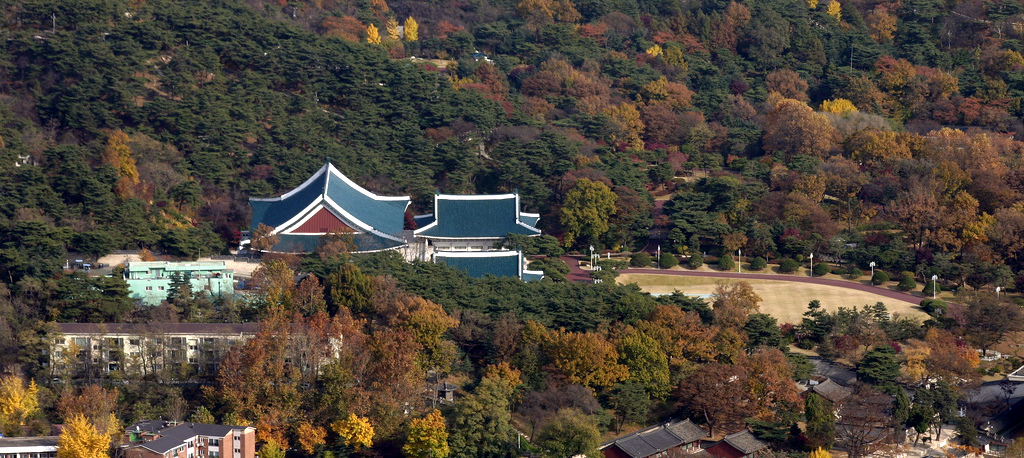
Vista aérea da Casa Azul
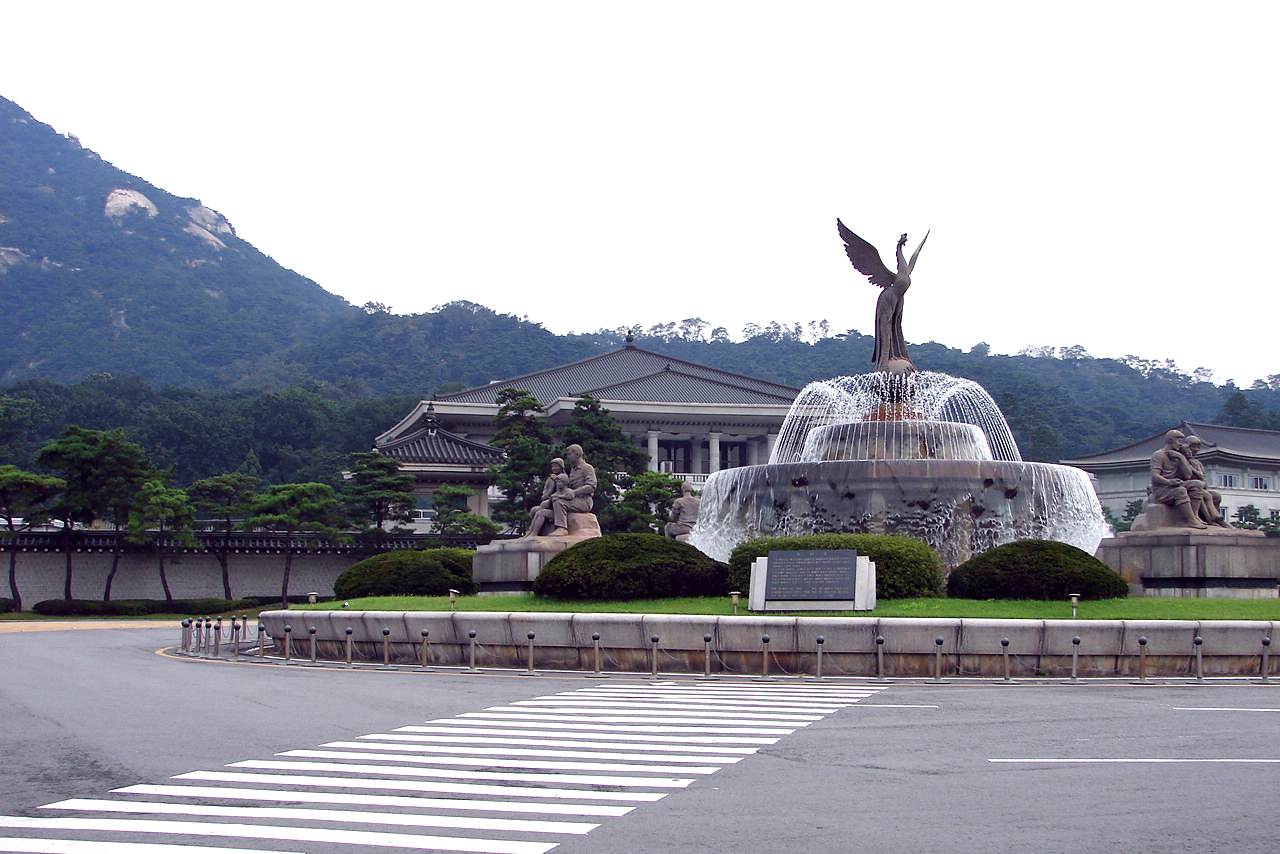
Fonte em frente à Casa Azul
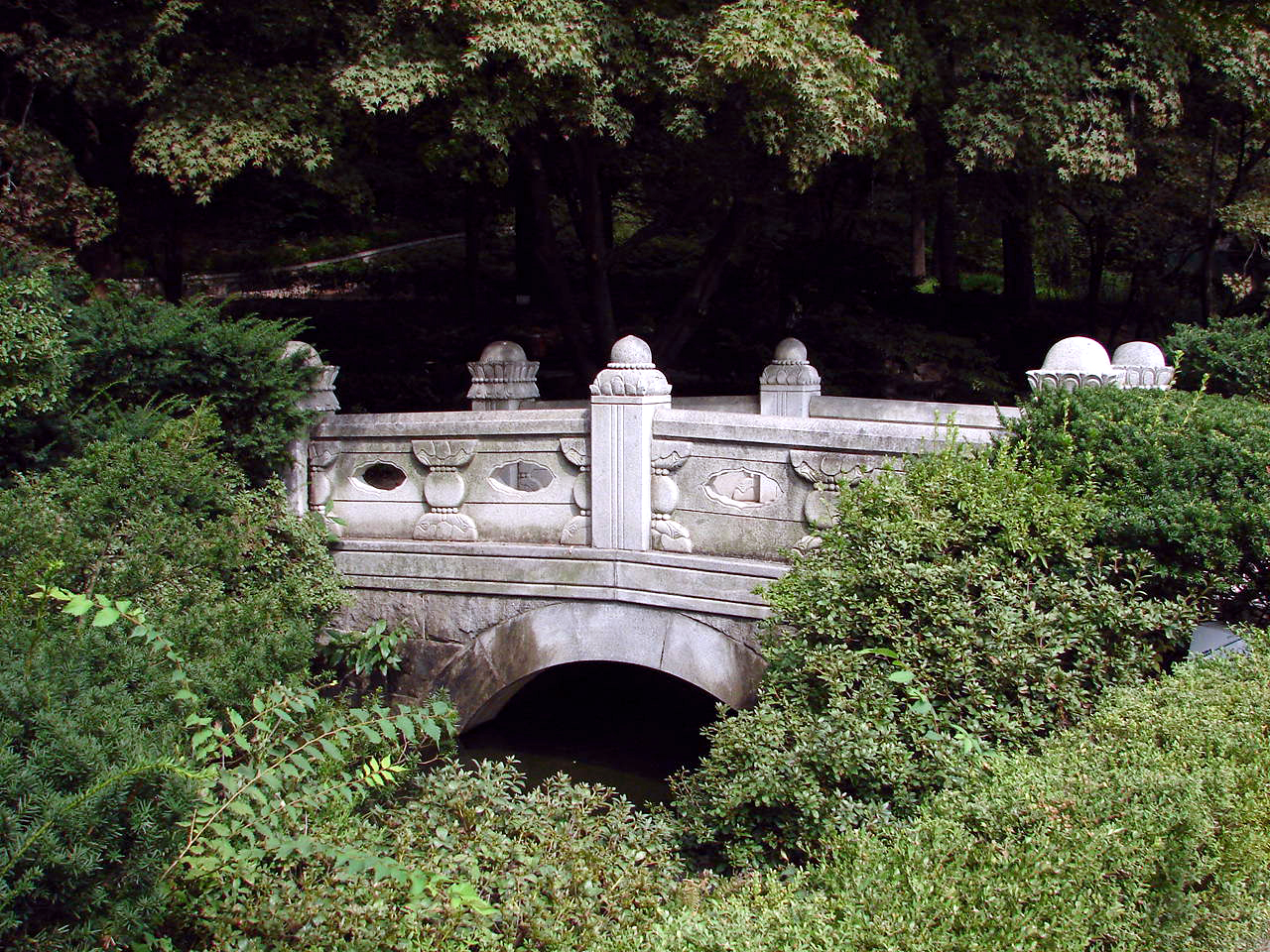
Uma ponte ligando a área do jardim ao Centro de Recepção
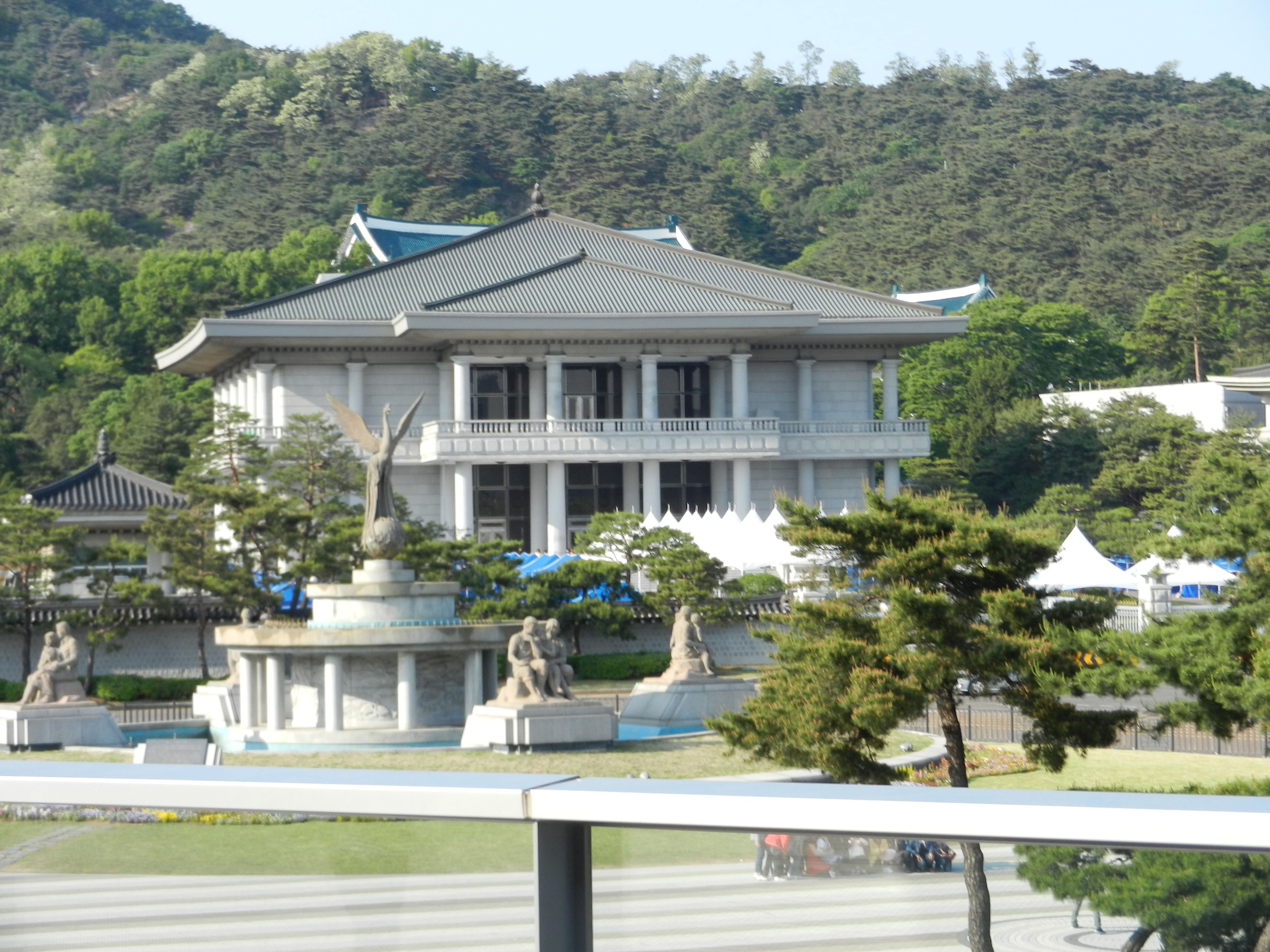
Vista a partir da varanda do centro de visitantes